# Sam Hughes
Sam Kristen Hughes (Davenport, Iowa; 28 de junio de 1992) es una artista marcial mixta estadounidense que compite en la división de peso paja de Ultimate Fighting Championship.

## Primeros años
Creció con tres hermanos mayores en Carolina del Sur, donde también corrió en pista en el instituto. En el Colegio Wofford para cursar sus estudios universitarios de contabilidad y finanzas, corrió en atletismo y campo a través en la División I de la NCAA. Siguió compitiendo en atletismo cuando dio el salto a la Universidad de Carolina del Sur para cursar un máster en Gestión Deportiva. Pero tras la graduación, Hughes aceptó un trabajo en el mundo de las finanzas, que la llevó a Seattle. Un amigo la invitó a Catalyst Fight House, en Everett, Washington y Hughes se embarcó en su carrera amateur en 2016 tras unos meses de entrenamiento en Catalyst. Se convirtió en profesional en 2019, debido a su última oponente amateur, Melanie McIntyre, que después de perder ante Hughes, quería una revancha como profesional. Sin embargo, McIntyre se retiró del combate y Hughes acabó debutando un mes después.

## Carrera en las artes marciales mixtas

### Inicios
Debutó en las MMA en COGA 62 Supreme Showdown 4. Se enfrentó a Kayla Frajman y ganó el combate por sumisión en el primer asalto. Derrotó a Loren Benjar por TKO en el segundo asalto en XKO 46 Summer Bash. Después, en Excitefight Battle at the Bay 15, venció a Bethany Christensen por sumisión en el primer asalto.
En su debut en Legacy Fighting Alliance en LFA 81, se enfrentó a Lisa Mauldin y la derrotó por decisión unánime.
Se enfrentó a Vanessa Demopoulos por el inaugural Campeonato Femenino de Peso Paja de la LFA el 17 de julio de 2020 en la LFA 85. Perdió el combate por sumisión en el cuarto asalto.
Se enfrentó a Danielle Hindley el 16 de octubre de 2020 en LFA 93. Ganó el combate por sumisión en el primer asalto.

### Ultimate Fighting Championship
Debutó en la UFC contra Tecia Torres el 12 de diciembre de 2020 en UFC 256. Perdió el combate por TKO en el primer asalto.
Se esperaba que se enfrentara a Emily Whitmire el 27 de febrero de 2021 en UFC Fight Night: Rozenstruik vs. Gane. Whitmire fue retirado del combate el 14 de febrero por razones no reveladas, y el combate fue cancelado.
Se enfrentó a Loma Lookboonmee el 1 de mayo de 2021 en UFC on ESPN: Reyes vs. Procházka. Perdió el combate por decisión unánime.
Estaba programada para enfrentarse a Lupita Godinez el 9 de octubre de 2021 eb UFC Fight Night: Dern vs. Rodriguez. Sin embargo, fue retirada del combate por dar positivo de COVID-19 y fue sustituida por la recién llegada Silvana Gómez Juárez.
Se enfrentó a Luana Pinheiro el 20 de noviembre de 2021 en UFC Fight Night: Vieira vs. Tate. Perdió el combate por decisión unánime.
Se enfrentó a Istela Nunes el 16 de abril de 2022 en UFC on ESPN: Luque vs. Muhammad 2. Ganó el combate por decisión mayoritaria. El combate marcó el último de su contrato vigente.
Se enfrentó a Elise Reed el 21 de mayo de 2022 en UFC Fight Night: Holm vs. Vieira. Ganó el combate por TKO en el tercer asalto.
Se enfrentó a Piera Rodríguez el 15 de octubre de 2022 en UFC Fight Night: Grasso vs. Araújo. Perdió el combate por decisión unánime. 
Se enfrentó a Jacqueline Amorim el 8 de abril de 2023 en UFC 287.   Ganó la pelea por decisión unánime. 
Hughes se enfrentó a Yazmin Jauregui el 24 de febrero de 2024 en UFC Fight Night: Moreno vs. Royval 2.  Ella perdió la pelea por decisión unánime. 
Se enfrentó a Viktoriia Dudakova el 3 de agosto de 2024 en UFC on ABC: Sandhagen vs. Nurmagomedov. Ganó la pelea por decisión unánime.

## Récord en artes marciales mixtas
| Resultado | Récord | Oponente            | Método                                                      | Evento                                 | Fecha                   | Ronda | Tiempo | Localización                | Notas                                                                               |
| --------- | ------ | ------------------- | ----------------------------------------------------------- | -------------------------------------- | ----------------------- | ----- | ------ | --------------------------- | ----------------------------------------------------------------------------------- |
| Victoria  | 9-6    | Viktoriia Dudakova  | Decisión (dividida)                                         | UFC on ABC: Sandhagen vs. Nurmagomedov | 3 de agosto de 2024     | 3     | 5:00   | Abu Dhabi                   |                                                                                     |
| Derrota   | 8-6    | Yazmin Jauregui     | Decisión (unánime)                                          | UFC Fight Night: Moreno vs. Royval 2   | 24 de febrero de 2024   | 3     | 5:00   | Ciudad de México            |                                                                                     |
| Victoria  | 8-5    | Jacqueline Amorim   | Decisión (unánime)                                          | UFC 287                                | 8 de abril de 2023      | 3     | 5:00   | Miami, Florida              |                                                                                     |
| Derrota   | 7-5    | Piera Rodríguez     | Decisión (unánime)                                          | UFC Fight Night: Grasso vs. Araújo     | 15 de octubre de 2022   | 3     | 5:00   | Las Vegas, Nevada           |                                                                                     |
| Victoria  | 7-4    | Elise Reed          | TKO (codazo y puñetazos)                                    | UFC Fight Night: Holm vs. Vieira       | 21 de mayo de 2022      | 3     | 3:52   | Las Vegas, Nevada           |                                                                                     |
| Victoria  | 6-4    | Istela Nunes        | Decisión (mayoritaria)                                      | UFC on ESPN: Luque vs. Muhammad 2      | 16 de abril de 2022     | 3     | 5:00   | Las Vegas, Nevada           | A Nunes se le descontó un punto en el tercer asalto por un golpe en el ojo.         |
| Derrota   | 5-4    | Luana Pinheiro      | Decisión (unánime)                                          | UFC Fight Night: Vieira vs. Tate       | 20 de noviembre de 2021 | 3     | 5:00   | Las Vegas, Nevada           |                                                                                     |
| Derrota   | 5-3    | Loma Lookboonmee    | Decisión (unánime)                                          | UFC on ESPN: Reyes vs. Procházka       | 1 de mayo de 2021       | 3     | 5:00   | Las Vegas, Nevada           |                                                                                     |
| Derrota   | 5-2    | Tecia Torres        | TKO (parada médica)                                         | UFC 256                                | 12 de diciembre de 2020 | 1     | 5:00   | Las Vegas, Nevada           |                                                                                     |
| Victoria  | 5-1    | Danielle Hindley    | Sumisión técnica (estrangulamiento por guillotina)          | LFA 93                                 | 16 de octubre de 2020   | 1     | 5:00   | Park City, Kansas           | Combate de peso acordado (120 libras)                                               |
| Derrota   | 4-1    | Vanessa Demopoulos  | Sumisión técnica (estrangulamiento por triángulo invertido) | LFA 85                                 | 17 de julio de 2020     | 4     | 2:21   | Sioux Falls, Dakota del Sur | Debut en el peso paja. Por el inaugural Campeonato Femenino de Peso Paja de la LFA. |
| Victoria  | 4-0    | Lisa Mauldin        | Decisión (unánime)                                          | LFA 81                                 | 31 de enero de 2020     | 3     | 5:00   | Costa Mesa, California      |                                                                                     |
| Victoria  | 3-0    | Bethany Christensen | Sumisión (barra de brazo)                                   | Battle at the Bay 15                   | 19 de octubre de 2019   | 1     | 0:52   | Anacortes, Washington       |                                                                                     |
| Victoria  | 2-0    | Loren Benjar        | TKO (rodillazo al cuerpo y puñetazos)                       | XKO 46: Summer Bash                    | 13 de julio de 2019     | 2     | 1:30   | Dallas, Texas               | Debut en el peso mosca.                                                             |
| Victoria  | 1-0    | Kyla Frajman        | Sumisión (estrangulamiento por detrás)                      | Combat Games 62                        | 23 de febrero de 2019   | 1     | 1:35   | Tulalip, Washington         | Debut en el peso gallo.                                                             |